# Lispe brunnicosa
Lispe brunnicosa är en tvåvingeart som först beskrevs av Becker 1904.  Lispe brunnicosa ingår i släktet Lispe och familjen husflugor. Inga underarter finns listade i Catalogue of Life.